# Cầu Quang Thanh
Cầu Quang Thanh là một cây cầu bắc qua sông Văn Úc, nối liền thành phố Hải Phòng và tỉnh Hải Dương, Việt Nam.
Cầu nằm ở phía tây thành phố Hải Phòng, kết nối xã Quang Hưng, huyện An Lão (Hải Phòng) với xã Thanh Cường, huyện Thanh Hà (Hải Dương).
Theo thiết kế, cầu Quang Thanh có kết cấu bê tông cốt thép dự ứng lực, dài 536 m với 10 nhịp, mặt cầu rộng 12 m, gồm 2 làn xe cơ giới và 2 làn xe thô sơ. Hai trụ cầu chính trên sông được thiết kế theo hình búp sen, có dây văng đỡ dầm. Tĩnh không thông thuyền của cầu rộng 50 m, cao 9,5 m.
Công trình có tổng mức đầu tư 398,6 tỷ đồng, được khởi công xây dựng vào ngày 16 tháng 5 năm 2020 và khánh thành vào ngày 17 tháng 7 năm 2021.